# Sebastián Ramos (actor)
Sebastián Ramos Mestanza (Lima, 25 de mayo de 1992) es un actor y cantante peruano, que se ha destacado por haber protagonizado diferentes obras de teatro y el personaje de Franklin Pasache en la teleserie cómica peruana Al fondo hay sitio.[cita requerida]

## Biografía

### Primeros años
Sebastián Ramos Mestanza nació el 25 de mayo de 1992 en la capital peruana Lima, proveniente de una familia de clase media alta.[cita requerida] Realizó sus estudios escolares en el Colegio Santísimo Nombre de Jesús.[cita requerida] Desde temprana edad, mostró su interés por la actuación y gracias a ello, le permitió a Ramos estudiar la carrera de artes escénicas en la Pontificia Universidad Católica del Perú en la especialidad de teatro.

### Trayectoria actoral
Comenzó su carrera artística a los 22 años en el año 2014, participando como extra de la obra juvenil peruana Faust, bajo la dirección de Luciana Vincente. Pero fue al año siguiente, cuando Ramos asumió por primera vez el protagónico de la obra de teatro El rancho de los niños perdidos dirigida por Sebastián Eddowes, donde haría el papel de Benjamín Murieta. Gracias al éxito del proyecto, retomó el rol en los años 2018, 2019 y 2021.
Fue incluido al reparto principal del formato teatral Pequeños héroes de la mano de Alfonso Santistevan en 2018, interpretando a Rubén, un joven que fue criado por una maestra de escuela y años más tarde, se volvió seguidor de la organización criminal Sendero Luminoso. Además, protagoniza el montaje peruano Hacerse hombre como Ayapullito y participó en el videoclip «Si hubiera sido yo», interpretado por el cantante Jayro Tafur. Protagonizó el montaje canino peruano Perro de familia como Bobby.
Tiempo después, participó en la otra producción Varieté Chopin de Mateo Chiarella en 2020, basado en la obra Gestas y opiniones del doctor Faustroll, patafísico del dramaturgo francés Alfred Jarry. En ese proyecto, Ramos fue uno de los protagonistas junto a los actores Tati Alcántara y Diego Pérez Chirinos, en el cual ambos interpretarían a los patafísicos. Seguidamente, fue protagonista del cortometraje Está estable como Mauricio, siendo estrenado años más tarde en 2023.
En el año 2021, Ramos asume el protagónico de la obra teatral Perro que ladra, gato que avanza de la productora La Maldita Compañía en el papel de «Lobo», cuyo proyecto fue parte de la programación nacional del Festival de Artes Escénicas de Lima. Al año siguiente, participó en un comercial televisivo,[cita requerida] presta sus colaboraciones con el productor peruano Walter Ocaña para uno de sus proyectos y protagoniza la obra de teatro 4 de abril al lado de Daniela Zea.[cita requerida]

### Al fondo hay sitioy Somos 7
En abril de 2023, inicia su participación en la teleserie cómica peruana Al fondo hay sitio, en la cual lograría alcanzar la fama con su personaje de Franklin Pasache, el vocalista principal de la orquesta de cumbia Grupo 7 como antagonista recurrente, siendo el rival del protagonista Joel Gonzáles, personaje interpretado por el cantante y actor Erick Elera. Fruto de su popularidad, colabora con la banda sonora de la ficción interpretando los temas musicales «La vecinita», «Maldita», «Ya perdiste» y «El serrucho» siendo estas dos últimas en colaboración con Elera.[cita requerida] Adicionalmente, junto al Grupo 7, se lanzaron de manera oficial como banda musical en la vida real.A partir de al año siguiente, es renombrado bajo el nombre de Somos 7.[cita requerida]
Previo a ello, Ramos fue coprotagonista del montaje peruano Jauría, siendo presentada en el recinto local Teatro Julieta, compartiendo roles con Andrea Luna y Joaquín Escobar. Además en ese mismo año participó en el musical Nací para quererte en el papel de Gerundio y la obra Hamlet está muerto como Horacio.
Asumió el protagónico de la otra producción teatral Stockmann, donde haría el papel de Thomas Stockmann, quién se enfrenta a su hermano Peter Stockmann, alcalde del pueblo. En agosto de 2023, se incluye al reparto principal de la obra Mamá está más chiquita.

## Filmografía

### Televisión
| Año  | Título             | Rol              | Notas                         | Ref.             |
| ---- | ------------------ | ---------------- | ----------------------------- | ---------------- |
| 2022 | Love, la serie     | Freddy           | Rol principal                 | [cita requerida] |
| 2023 | Pandemials         | Renzo            | Rol principal                 | [cita requerida] |
| 2023 | Al fondo hay sitio | Franklin Pasache | Rol de antagonista recurrente | [ 14 ]           |

### Cine
| Año  | Título                      | Rol      | Notas           | Ref.   |
| ---- | --------------------------- | -------- | --------------- | ------ |
| 2023 | Está estable (Cortometraje) | Mauricio | Rol protagónico | [ 11 ] |

### Teatro
| Año  | Título                                                       | Rol                    | Notas                                           | Ref.                 |
| ---- | ------------------------------------------------------------ | ---------------------- | ----------------------------------------------- | -------------------- |
| 2014 | Faust                                                        |                        | Rol principal (debut actoral)                   | [ 3 ]                |
| 2015 | El rancho de los niños perdidos                              | Benjamín Murieta       | Rol protagónico                                 | [cita requerida]     |
| 2018 | El rancho de los niños perdidos                              | Benjamín Murieta       | Rol protagónico                                 | [cita requerida]     |
| 2019 | El rancho de los niños perdidos                              | Benjamín Murieta       | Rol protagónico                                 | [ 4 ]                |
| 2021 | El rancho de los niños perdidos                              | Benjamín Murieta       | Rol protagónico                                 | [ 8 ]                |
| 2018 | Pequeños héroes                                              | Rubén                  | Rol coprotagónico                               | [ 8 ]                |
| 2018 | Hacerse hombre                                               | «Ayapullito»           | Rol protagónico                                 | [ 1 ]                |
| 2018 | Perro de familia                                             | Bobby                  | Rol protagónico                                 | [ 9 ]                |
| 2020 | Variete Chopín                                               | Uno de los patafísicos | Rol protagónico                                 | [ 10 ]               |
| 2020 | Perro que ladra, gato que avanza                             | «Lobo»                 | Rol protagónico                                 | [ 23 ]               |
| 2022 | 4 de abril                                                   |                        | Rol protagónico                                 | [cita requerida]     |
| 2022 | La sangre es mujer                                           |                        | Rol principal                                   | [cita requerida]     |
| 2022 | Todo vergüenza toda                                          |                        | Rol principal                                   | [ 24 ]               |
| 2023 | Jauría                                                       | Escudero               | Rol coprotagónico Dirección: Jennifer Aguirre   | [ 18 ]               |
| 2023 | Conferencia Valdelomar, crónicas frágiles del Conde de Lemos |                        | Rol protagónico                                 | [ 25 ] [ 26 ]        |
| 2023 | Nací para quererte, el musical                               | Gerundio               | Rol principal Recinto: Teatro Municipal de Lima | [ 19 ]               |
| 2023 | Hamlet está muerto                                           | Horacio                | Rol principal                                   | [ 2 ] [ 20 ]         |
| 2023 | Stockmann                                                    | Thomas Stockmann       | Rol protagónico                                 | [ 27 ] [ 28 ] [ 21 ] |
| 2023 | Mamá está más chiquita                                       | Germán                 | Rol principal                                   | [ 22 ]               |

### Videoclips
| Año  | Título               | Rol      | Notas                                                 | Ref.  |
| ---- | -------------------- | -------- | ----------------------------------------------------- | ----- |
| 2022 | «Si hubiera sido yo» | Él mismo | Participación especial (interpretado por Jayro Tafur) | [ 2 ] |